# Dexia longipennis
Dexia longipennis là một loài ruồi trong họ Tachinidae.